# Простирача
Простирача је претеча платненог чаршафа, која је коришћена као део постељине, за застирање сламарице, душека или као обредни предмет у оквиру народних обичаја. У новије време, простирача се користи за прекривање дрвених кревета, јер уз вунене јастуке делује декоративно и даје изузетан изглед ентеријеру. За ову врсту претече плетненог чаршафа, може се рећи да је нека врста копија черги ћилимача.

## Синоними
Простирача — ихрам — ирам — ирамача.
Простирачу не треба мешати са називима простирач, простирка, ћилим, флор, саг, комадом текстилног производа одређеног облика и димензија, намењеног за покривање подова, по којима се хода.

## Опште информације
Према традиционалним  народним обичајима у Србији, уз најбитније постељне ствари — конопљану поњаву, губер, сламарицу,  душек и друге постељне ствари, младе су у свадбеној спреми у младожењину кућу доносиле и једну или евентуално две простираче.
У неким крајевима Србије српско становништво је простирачу (целу или један њен део), стављало у сандук покојника пре укопа, као обредни предмет (који је покојнику требало да олакша живот „на оном свету”).
- Простираче из збирке Етнографског музеја у Београду

## Начин израде
Простирача је ткана у домаћинствима у оквиру домаће радиности, на разбоју, од вуне, али и од конопље. Предиво је предено на вретену (за основу) док је потка предна на великом вретену (махаљка).
Простирача која је увек састављана из две поле, ткана је у два, три или четири нита,  а увођене је у брдо од осам или девет пасама.
Простирача у два нита обично је украшавана претканим мотивима пруга, или је везена (техником пуног веза или покрстицама од разнобојне вуне), што је омогућавала структура саме тканине. Мотиви веза су могли да буду флористички (нпр ружа), или су били у облику голуба.
Простиралче су се често и бојиле. Као основна боја коришћена је углавном црвена боја у различитим нијансама, а шаре (балуци), су израђиване од разнобојне вуне, на исти начин као што је украшавана черга ћилимача. Мећу обојеним шарама доминирали су облици ромба, у разним комбинацијама, са детањима сличним као на пиротским ћилимима.
Као на чергама и ћилимачама, простирача је започињана и завршавана са синџивом или полетном, врстом плетенице.
Мећу српским и муслиманским становништво била је омиљена четворонитна простирача, која је и данас у појединим сеоским срединама у сјеничко-пештерском крају, доста заступљена као део текстилног покућства.